# Miltochrista cornicornutata
Miltochrista cornicornutata là một loài bướm đêm thuộc phân họ Arctiinae, họ Erebidae.